# Germasino
Germasino là một đô thị ở tỉnh Como trong vùng Lombardia, có cự ly khoảng 70 kilômét (43 mi) về phía bắc của Milano và khoảng 40 kilômét (25 mi) về phía đông bắc của Como, ở biên giới với Thụy Sĩ. Tại thời điểm ngày 31 tháng 12 năm 2004, đô thị này có dân số 253 người và diện tích là 18,2 km².
Germasino giáp các đô thị: Consiglio di Rumo, Dongo, Garzeno, Roveredo (Thụy Sĩ), San Nazzaro Val Cavargna, Sant'Antonio (Thụy Sĩ), San Vittore (Thụy Sĩ), Stazzona.